# Maurice-Étienne Amieux
Pour les articles homonymes, voir Amieux.
Maurice-Étienne Amieux, ou Jean  « Maurice » Amieux, né le 19 décembre 1807 à Villar-d'Arêne (dans le département français des Hautes-Alpes), mort le 4 mars 1865 à Toulouse, est un industriel français, premier conserveur de la famille, père des Frères Amieux, et pionnier du développement agro-industriel en Bretagne.

## Biographie
Issu d'une famille d'agriculteurs et de colporteurs d'un village de montagne, Maurice-Étienne Amieux fait de multiples métiers en France et en Belgique, notamment celui de maître de poste à Villar-d'Arène, avant de devenir « confiseur de sardines » à Étel dans le Morbihan. Il s'associe à Benjamin Carraud, marchand de fruits secs à Nantes, qui devient bientôt son gendre. Ils s'installent dans cette ville, place du Commerce. 
Après sa mort en 1865, ses fils Jean-Maurice (1839-1919) et Émile (1842-1923) s'associent avec Benjamin Carraud, association cependant rapidement dissoute en 1866. 
Les deux fils créent ensuite, la même année, les établissements Amieux Frères, rue Haudaudine (actuelle rue Gaston-Veil). Jean-Maurice Amieux ouvre des conserveries sur les lieux de production.

## Amieux Frères

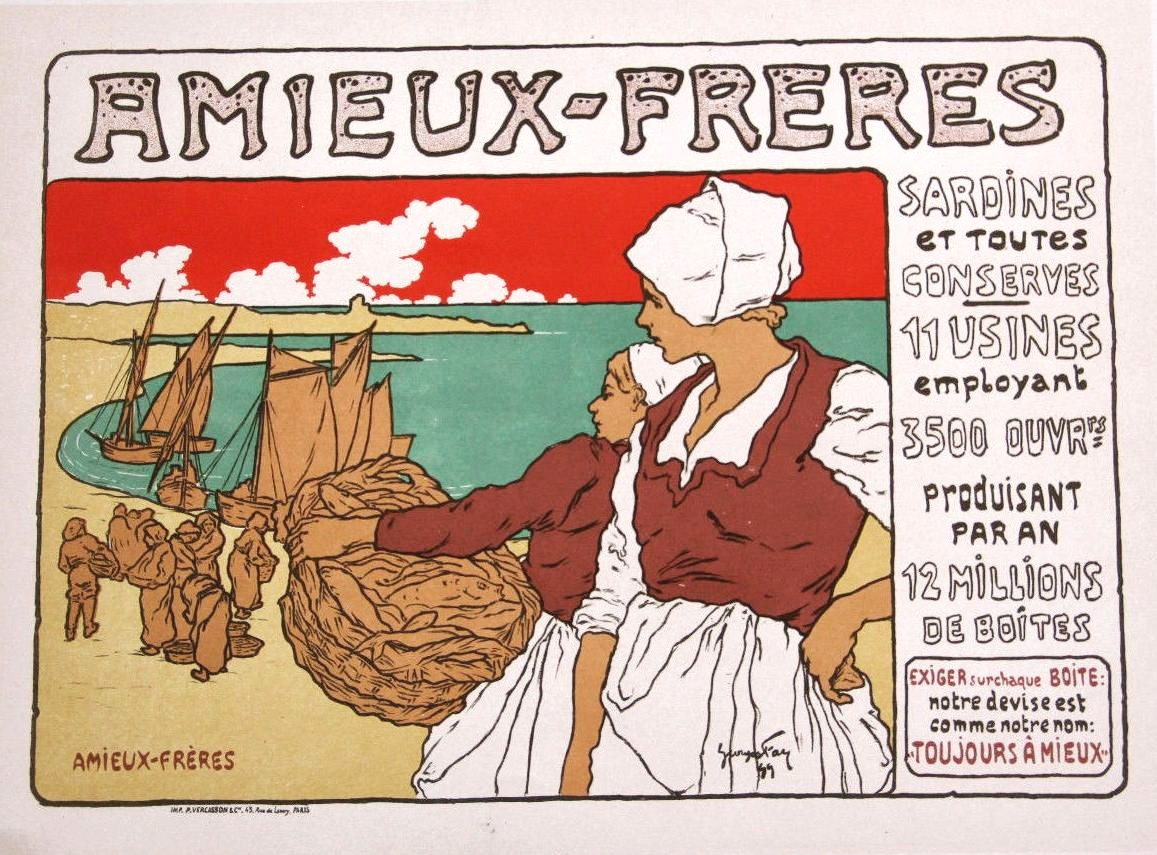
Affiche publicitaire Amieux Frères, réalisée par Georges Fay.

L'affaire est reprise par les fils de Jean-Maurice, Louis (1867-1936) et Maurice (1871-1944), sous le nom d'« Amieux Frères ». La société grandit rapidement et compte déjà 6 usines en 1879, à Paris (1873), Chantenay, aux Sables-d’Olonne, à Port-Maria (Quiberon), à Étel et à Concarneau. Elle obtient sa première médaille d’or à l’Exposition universelle de Paris de 1878. En 1900, la société possède 11 usines en Bretagne et en Vendée et emploie 4 000 ouvriers. À cette époque, Amieux Frères commence la diversification de ses activités (confitures et chocolats Amieux et St Clair, moutardes, saumures, charcuterie, foie gras).
En 1923, ils rachètent l'usine Colin, rue des Salorges à Nantes et y fondent un musée technique et rétrospectif de la conserve devenu musée des Salorges, détruit en 1943 et installé ensuite dans le château des ducs de Bretagne. La société possède alors 23 usines[réf. souhaitée].
En 1968, l’affaire est rachetée par la Coopérative agricole de la Noelle d’Ancenis (Cana). La conserverie disparaît en raison de problèmes financiers ; la marque est vendue à Buitoni (groupe Nestlé)[réf. souhaitée].

## Les emballages
Le peintre Mathurin Méheut réalisa les décors de plusieurs boîtes pour la société.

## Hommages
Au moins cinq rues portent son nom en Bretagne.